# Microalbuminurie
La microalbuminurie est définie comme la présence d'une quantité faible mais anormale d'albumine dans les urines, comprise entre 30 et 300 mg par 24 heures.
Au-delà de 300 mg/24h, il s'agit d'une protéinurie.
C'est un facteur important dans la surveillance de la fonction rénale du patient diabétique (néphropathie diabétique) et également un marqueur précoce du risque cardiovasculaire chez des patients hypertendus non diabétiques.
La microalbuminurie est détectée par une bandelette réactive spécifique, ou la méthode immunologique sur les urines des 24 heures. Pour confirmer une microalbuminurie, il faut deux dosages sur une période de 1 à 6 mois.

## Repères
Les valeurs normales de l'albuminurie sont :
- Sur un échantillon d'urine: < 20 mg·L-1
- Sur les urines de 24 heures : < 15 μg·min-1 soit < 20 mg/24 h